# Aderus genjiensis
Aderus genjiensis é uma espécie de inseto besouro da família Aderidae. Foi descrita cientificamente por Maurice Pic em 1917.

## Distribuição geográfica
Habita na Índia.